# Tour de Missouri
El Tour de Missouri era una cursa ciclista per etapes que es va celebrar des del 2007 fins al 2009 a l'estat de Missouri, als Estats Units. Formava part del calendari de l'UCI Amèrica Tour, primer en categoria 2.1 i el 2009 com a 2.HC.
L'organització de la cursa anava a càrrec de l'empresa Medalist Sports, organitzadora del Tour de Califòrnia i del Tour de Geòrgia.

## Llistat de guanyadors
| Edició | Primer                | Segon              | Tercer           |
| ------ | --------------------- | ------------------ | ---------------- |
| 2007   | George Hincapie       | William Frischkorn | Dominique Rollin |
| 2008   | Christian Vande Velde | Michael Rogers     | Svein Tuft       |
| 2009   | David Zabriskie       | Gustav Larsson     | Marco Pinotti    |

## Classificacions secundàries
| Edició | Esprint        | Muntanya         | Joves           | Combativitat  | Equips              |
| ------ | -------------- | ---------------- | --------------- | ------------- | ------------------- |
| 2007   | Iván Domínguez | Jeff Louder      | Steven Cozza    | Freddy Parra  | Slipstream–Chipotle |
| 2008   | Mark Cavendish | Dominique Rollin | Roman Kreuziger | Jeff Louder   | Team Columbia       |
| 2009   | Thor Hushovd   | Moisés Aldape    | Dario Cataldo   | Michael Barry | Team Saxo Bank      |